# Schlosspark Ismaning

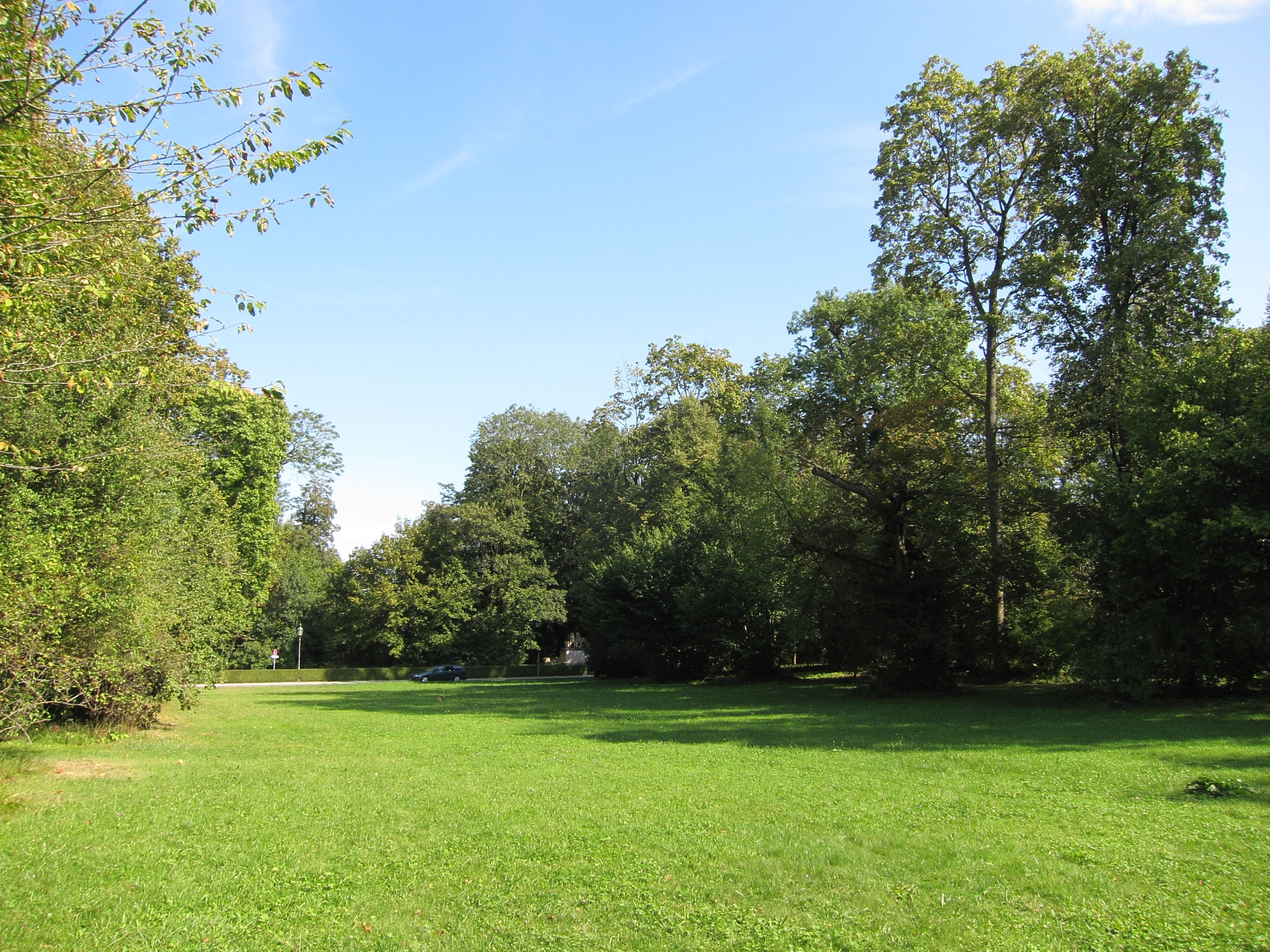
Ismaninger Schlosspark

Der Schlosspark Ismaning ist eine denkmalgeschützte Parkanlage im Zentrum von Ismaning (Oberbayern) (Aktennummer D-1-84-130-18).
Der Park wurde nach Abschluss der barocken Umgestaltung des Schlosses Ismaning von dem Münchener Gärtner Georg Glas in den Jahren 1727/28 zunächst als Reitschulgarten angelegt. Er umgibt das Schloss auf der westlichen, südlichen und östlichen Seite.
Am westlichen Rand des Parks entstand 1727 unter der Leitung des bayerischen Hofbaumeisters François de Cuvilliés der Schlosspavillon Ismaning. 1756/57 wurden in dem Park Statuen des Bildhauers Ignaz Günther aufgestellt. Diese Figuren sind heute nicht mehr vorhanden. Um 1816/17 wurde der Schlosspark zu einem Landschaftsgarten nach englischem Stil umgestaltet.
1983 wurde die im nordwestlichen Teil der Anlage errichtete klassizistische Orangerie abgerissen. Anfang der 1990er Jahre entstand an deren Stelle ein moderner Museumsbau, der sich an das Erscheinungsbild der Orangerie anlehnt. In ihm öffnete 1992 das Kallmann-Museum.
Von der ursprünglichen Einfriedung des Parks ist nur der westliche Teil im Original erhalten.